# Potenza regionale
Il termine potenza regionale è la definizione usata nelle relazioni internazionali per indicare uno Stato che ha potere ed influenza in una area geografica delimitata, fungendo da attore principale nelle questioni di sicurezza collettiva e in geopolitica. Potenze regionali che esercitano il proprio potere senza antagonisti realmente credibili, assumono un potere detto egemonico.

## Caratteristiche
Le potenze regionali posseggono la leadership strategica limitatamente alla scala regionale, a differenza delle grandi potenze che invece esercitano la loro influenza a livello planetario.
La dottrina attualmente fornisce diverse definizioni sul concetto di potenza regionale e le reali capacità cui una tale potenza deve possedere.
L'associazione accademica European Consortium for Political Research (consorzio europeo per la ricerca politica) definisce una potenza regionale: "A state belonging to a geographically defined region, dominating this region in economic and military terms, able to exercise hegemonic influence in the region and considerable influence on the world scale, willing to make use of power resources and recognized or even accepted as the regional leader by its neighbours" ("Uno Stato appartenente ad una regione definita, che domina sotto l'aspetto economico e militare, capace di esercitare influenza egemonica nella regione ed una notevole influenza su scala mondiale, capace di esercitare la forza e riconosciuto o addirittura accettato come leader regionale da parte dei suoi vicini").
L'Istituto tedesco di studi globali definisce una potenza regionale, che deve:
- essere parte di una regione definibile con una propria identità;
- rivendicare di essere una potenza regionale (considerarsi una potenza regionale);
- esercitare un'influenza decisiva sull'intera regione, nonché sulla sua costruzione ideologica;
- disporre delle migliori capacità militari, economiche, demografiche, politiche ed ideologiche dell'area;
- essere ben integrata nella regione;
- avere un ruolo centrale nella definizione delle politiche di stabilità regionale;
- essere riconosciuto come una potenza regionale dalle altre potenze nella regione e soprattutto da parte da altre potenze regionali o equiparabili;
- avere buoni rapporti con le organizzazioni regionali e internazionali.

Alcuni Stati possono essere considerati sia come grande potenza che come potenza regionale; tuttavia, alcune potenze regionali non sono definibili come grande potenza, ma piuttosto come media potenza.

## Attuali potenze regionali
Sono riportati gli Stati che, secondo analisti, politologi ed altri esperti, rispettando i parametri esposti in precedenza, venendo descritti come potenze regionali. Gli Stati sono organizzati per regione:

## Europa
- Europa
  -  Germania[1]
  -  Regno Unito[2]
  -  Francia[3]
  -  Italia[4][5]

- Eurasia
  -  Russia[6]
  -  Turchia[7][8][9][10][11]

## America
- America Settentrionale
  -  Stati Uniti[12]
  -  Canada

- America Latina
  -  Brasile[13]
  -  Messico[14][15][16][17]
  -  Argentina[18]

## Asia
- Medio Oriente
  -  Egitto[19][20][21][22][23][24]
  -  Arabia Saudita[25]
  -  Israele[26]
  -  Iran[27]

- Estremo Oriente
  -  Cina[28]
  -  Giappone[29][30]
  -  Corea del Sud[31][32]

- Asia meridionale
  -  India[33]
  -  Pakistan[34]

- Sud-Est asiatico
  -  Indonesia[35]

## Africa
- Nord Africa
  -  Egitto[36][37]
  -  Marocco[36][37]

- Africa Subsahariana
  -  Sudafrica[38]
  -  Nigeria[39]

## Oceania
- Australia[40][41]